# Franz Bernhard (Bildhauer)

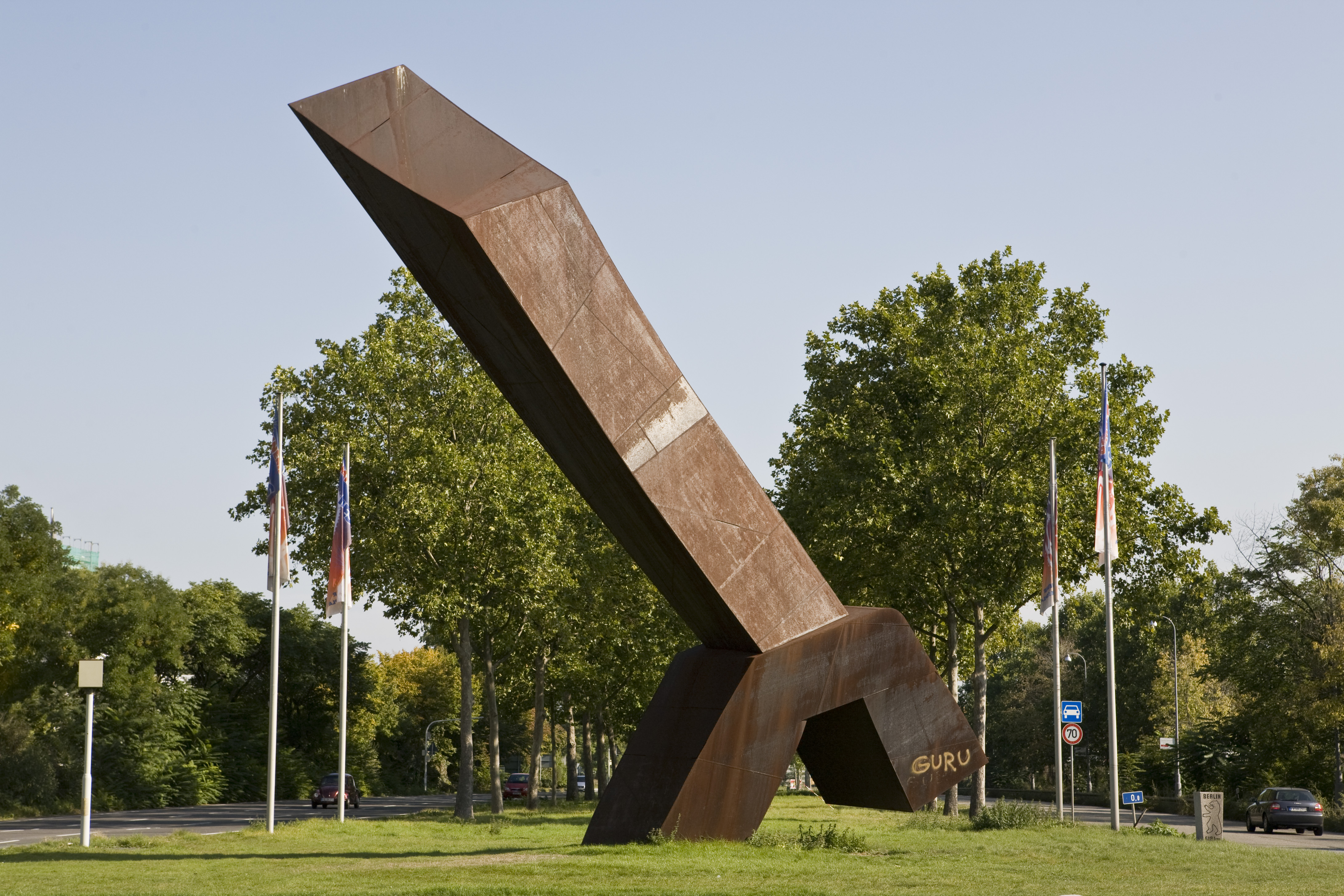
Große Mannheimerin (1993)

Franz Bernhard (* 17. Januar 1934 in Neuhäuser, Tschechoslowakei; † 28. Mai 2013 in Jockgrim) war ein deutscher Bildhauer. Er wirkte vor allem in Baden-Württemberg.

## Leben
Franz Bernhards Vater war Bäckermeister und Landwirt im Böhmerwald. In Folge der Vertreibung der Deutschen aus der Tschechoslowakei wuchs er in Siegelsbach im Landkreis Heilbronn auf. 1949 begann er eine Schreinerlehre. Von 1950 bis 1956 besuchte er das Gymnasium und war nach dem Abitur in verschiedenen Berufen tätig. Ab 1959 studierte er Bildhauerei bei Wilhelm Loth und Fritz Klemm an der Kunstakademie Karlsruhe. 1963 erhielt er ein Stipendium der Studienstiftung des deutschen Volkes und beendete sein Studium 1966. Er heiratete 1969 Lucia Baum und zog 1972 nach Jockgrim im Landkreis Germersheim (Pfalz) um, wo er bis zu seinem Tod lebte. 1977 war er Teilnehmer an der documenta 6.
Bernhards Plastiken sind überwiegend aus Holz und COR-TEN-Stahl gefertigt. Sie stellen den menschlichen Körper in einfacher, stark abstrahierter Form dar. Eines seiner bekannteren Werke ist die Skulptur Große Mannheimerin im Mannheimer Osten beim Planetarium Mannheim in der Mitte der als Allee gestalteten B 37 (Wilhelm-Varnholt-Allee), die in die A 656 übergeht. Die meisten seiner großen Freiplastiken wurden in der Schiffswerft Braun in Speyer hergestellt.

„Ich gestalte Übergänge. Ich mache Dinge. Meine Dinge greifen in den Raum. Ich gestalte Räume.“

Bernhard war von 1990 bis 1992 Mitglied der Akademie der Künste (Berlin) und von 1994 bis 2001 Erster Vorsitzender des Künstlerbundes Baden-Württemberg. Als ordentliches Mitglied des Deutschen Künstlerbundes nahm Franz Bernhard zwischen 1967 und 1990 an vielen großen Jahresausstellungen des DKB teil.

## Ehrungen
- Bundesverdienstkreuz am Bande (8. Januar 1998)[7]
- Ehrenvorsitzender des Künstlerbundes Baden-Württemberg
- Verdienstorden des Landes Rheinland-Pfalz (2004)
- Ehrenprofessur des Landes Baden-Württemberg, durch Ministerpräsident Erwin Teufel (2004)

## Preise und Stipendien

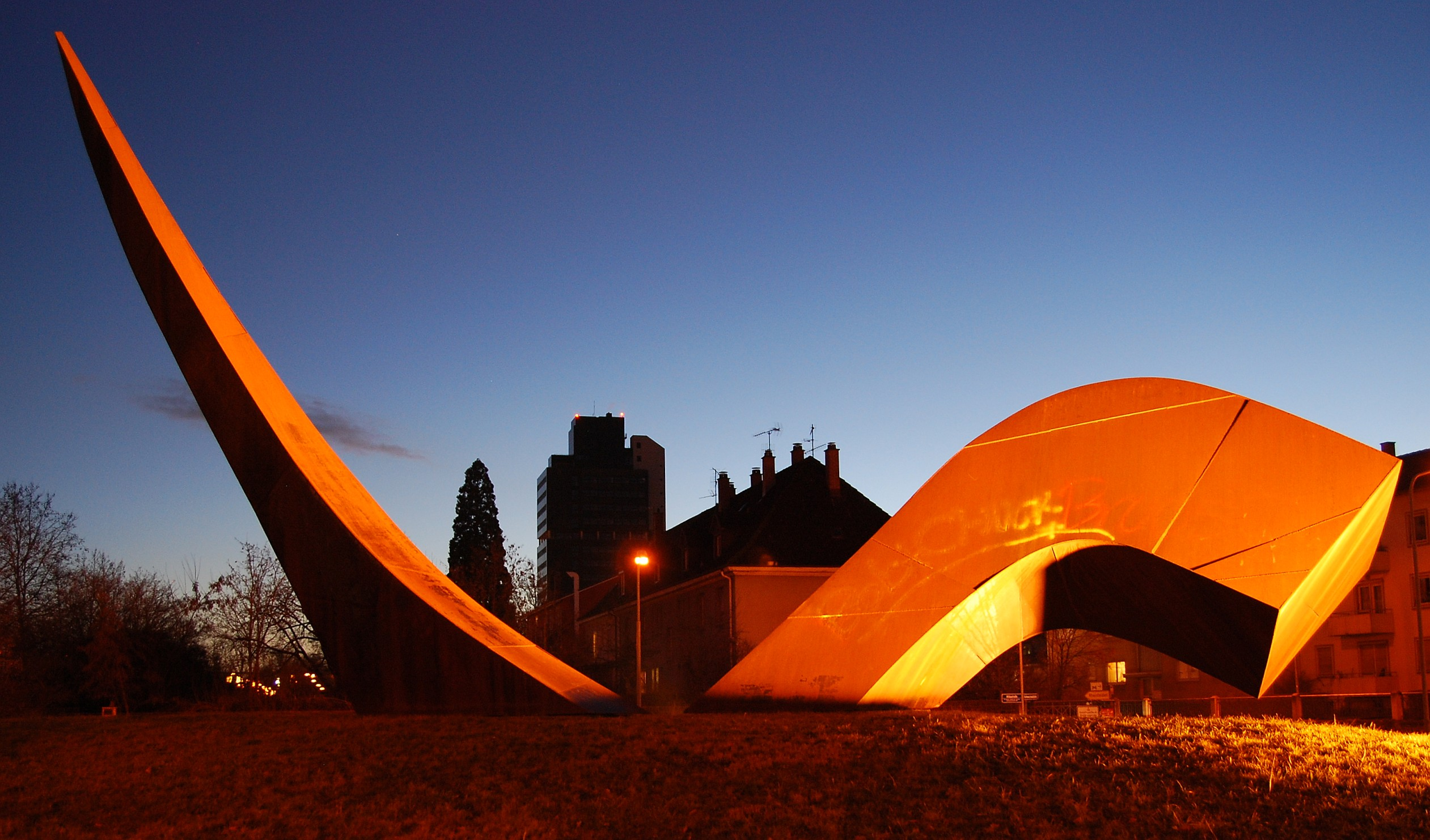
Lörracher Sitzende (1992)

- 1963: Stipendium der Studienstiftung des deutschen Volkes, Bonn
- 1968: Villa-Romana-Preis, Florenz
- 1969: Villa-Massimo-Preis, Rom
- 1971: Wilhelm-Lehmbruck-Förderpreis der Stadt Duisburg[8]
- 1971: Stipendium aus den Mitteln des Kunstpreises Berlin
- 1975: Pfalzpreis für Plastik, Kaiserslautern
- 1976: Arbeitsstipendium des Kulturkreises der deutschen Wirtschaft im BDI e. V.
- 1977: Hans-Thoma-Preis des Landes Baden-Württemberg
- 1980: Prix de la Ville de Mulhouse, Mülhausen (Frankreich)
- 1981: Max-Lütze-Medaille, Stuttgart
- 1984: Kunstpreis der Heitland Foundation, Celle
- 1986: Kunstpreis Rheinland-Pfalz
- 1989: Lovis-Corinth-Preis
- 2007: Erich-Heckel-Preis des Künstlerbundes Baden-Württemberg

## Ausstellungen
- 1980: Skulpturen und Zeichnungen. Galerie Albrecht, Oberplanitzing, Südtirol
- 1985: Zeichnungen 1964–1984. Wilhelm-Lehmbruck-Museum, Duisburg
- 1994/1995: Köpfe und Skulpturen. Skulpturenmuseum Glaskasten Marl
- 1995: Suermondt-Ludwig-Museum, Aachen
- 1996: Wilhelm-Lehmbruck-Museum, Duisburg
- 1997: Franz Bernhard 1997 in der Villa Wessel in Iserlohn
- 1997: Morat-Institut, Freiburg im Breisgau; Kunstforum Ostdeutsche Galerie, Regensburg
- 1998: Kulturhalle Remchingen
- 1999: Museum St. Wendel
- 2001/2002: Der Morat Block. Städtische Museen Heilbronn, Kunstverein Germersheim, Museum für Kunst und Kulturgeschichte der Hansestadt Lübeck, Kunsthalle Erfurt, Kunstmuseum Ahlen, Städtisches Kunstmuseum Singen
- 2004: Schloss Waldthausen, Budenheim; Galerie der Stadt Wendlingen/Neckar
- 2007: Museum Lothar Fischer, Neumarkt in der Oberpfalz
- 2008/2009: Anthropomorphe Zeichen. Museum Pfalzgalerie Kaiserslautern, Edwin Scharff Museum, Neu-Ulm
- 2009: Dominikanerkloster Braunschweig, Kunst im Kloster
- 2010: Franz Bernhard 2010 in der Villa Wessel in Iserlohn
- 2013: Form ist alles, Galerie im Prediger in Schwäbisch Gmünd

Zudem wird das Werk Bernhards regelmäßig in der Galerie Ruppert, Landau in der Pfalz, sowie von der Galerie Rothe, Frankfurt am Main, gezeigt.

## Werke

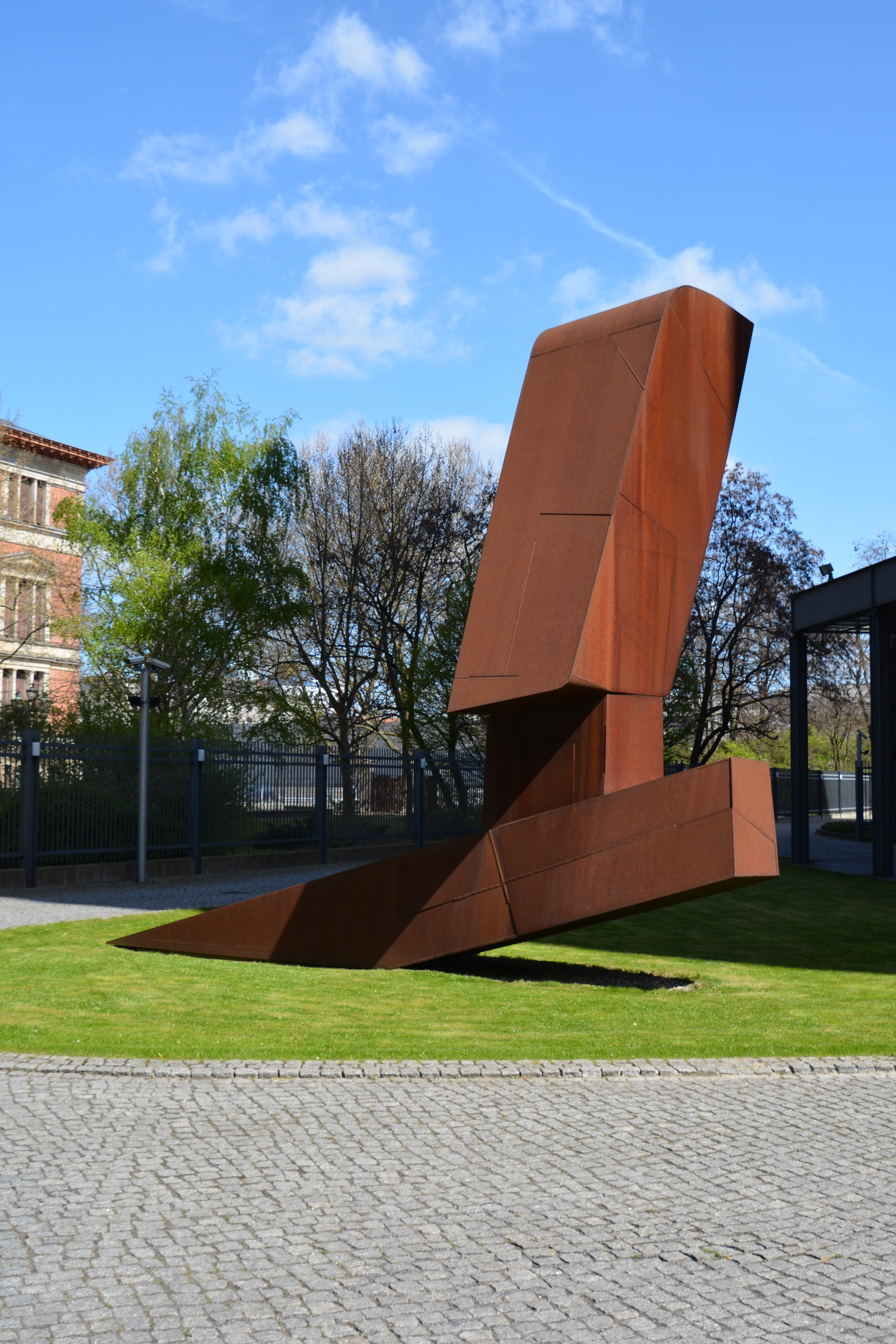
Der Kopf, 2000, Berlin-Kreuzberg

- „Ulmer Knie“ (1980, Ulm, Friedrichsau, anlässlich der Gartenbau-Ausstellung in Ulm 1980)
- „Konstanzer Liegende“ (1983, Konstanz, Freigelände der Universität)
- „Vitale Form“ (1983, Karlsruhe, Badisches Staatstheater)
- Ohne Titel (1987, Braunschweig, beim Arbeitsamt, Kreuzung Cyriaksring / Münchenstraße)
- „Große Mannheimerin“ (1993, Mannheim, Wilhelm-Varnholt-Platz)
- „Saarbrücker Kopf“ (1994, Saarbrücken, beim Arbeitsamt, Hafenstraße)
- „Freiburger Sitzende“ (1996, Freiburg, Albert-Ludwigs-Universität, Freiburger Materialforschungszentrum)
- „Brückenköpfe“ an der Friedrich-Ebert-Brücke in Heilbronn (1997 und 2001)
- drei Stahl-Plastiken „Aufsteigender Kopf“, „Ausgewogener Kopf“, „Bedrohlicher Kopf“ (Mainz, vor dem Arbeitsamt)
- „Stehende Figur“ (Sigmaringen, Kaufmännischen Schule, Hohenzollernstraße)
- „Kopf“ Berlin-Kreuzberg, Bundesministerium für wirtschaftliche Zusammenarbeit und Entwicklung, Stresemannstraße (2000)
- „Sitzende Figur“ (2006, Neckarsulm, Marktplatz, temporär bis 23. September 2007 im Rahmen des Projektes „KUNSTBEWEGT Neckarsulm 2007“).
- „Großer Kopf, schwebend“ (2007, seit 2012 auf dem Bahnhofsvorplatz in Iserlohn)[11]
- "Büste" (2013, Darmstadt, Alexander-von-Humboldt-Platz).

Weitere Arbeiten des Künstlers sind unter anderem in Stuttgart, auf dem Lörracher Skulpturenweg, Villingen, Remchingen, Marbach und Nürtingen aufgestellt. In Lübeck (Schleswig-Holstein) befindet sich seine Skulptur „Vitale Liegende“ (1990). In der Stadtpfarrkirche in Waibstadt schuf Bernhard die Darstellung des Kreuzweges aus rötlich gebranntem Ton als Halbrelieftafeln. In der Eschelbronner St.-Josef-Kirche (Filialkirche zu Waibstadt) schuf Bernhard die Darstellung des Kreuzwegs und ein hängendes Kreuz aus Mosaik.